# Påskön
Påskön (spanska: Isla de Pascua, rapa nui: Rapa Nui) är en ö i sydöstra Stilla havet väster om Sydamerika, i den chilenska regionen Valparaíso. Påskön har fått sitt namn av att Jacob Roggeveen och hans besättning firade påskdagen den 5 april 1722 utanför ön innan de klev i land. Ön är nästan triangulär till formen. Avståndet till närmaste bebodda ö är omkring 2 000 km, vilket gör ön till en av de mest avlägsna bebodda platserna på jorden. Antalet invånare var 2023 ungefär 8 700.
Ön är känd för sina stenstatyer, moai. De många karaktäristiska stenstatyerna är av varierande storlek och har generellt huggits ur vulkanen Rano Rarakus båda inre och yttre sluttningar. Vissa står utplacerade längs kusten – vanligtvis på en stenplattform, kallad áhu – andra är kvar helt eller delvis uthuggna ur vulkanen, eller ligger övergivna på väg därifrån till sin slutdestination.

## Geografi

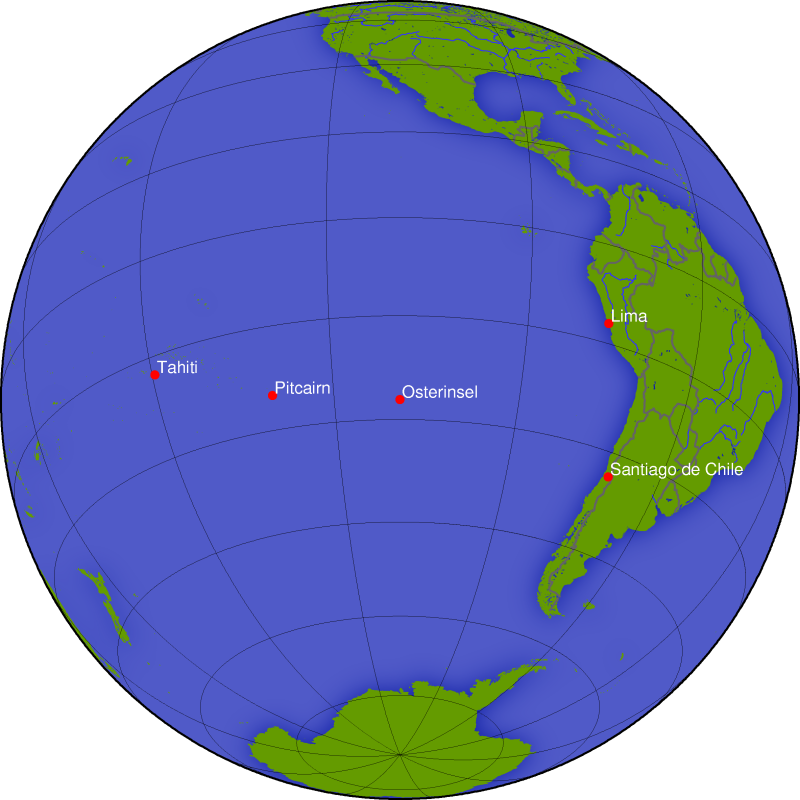
Påskön är den röda pricken närmast Sydamerika.

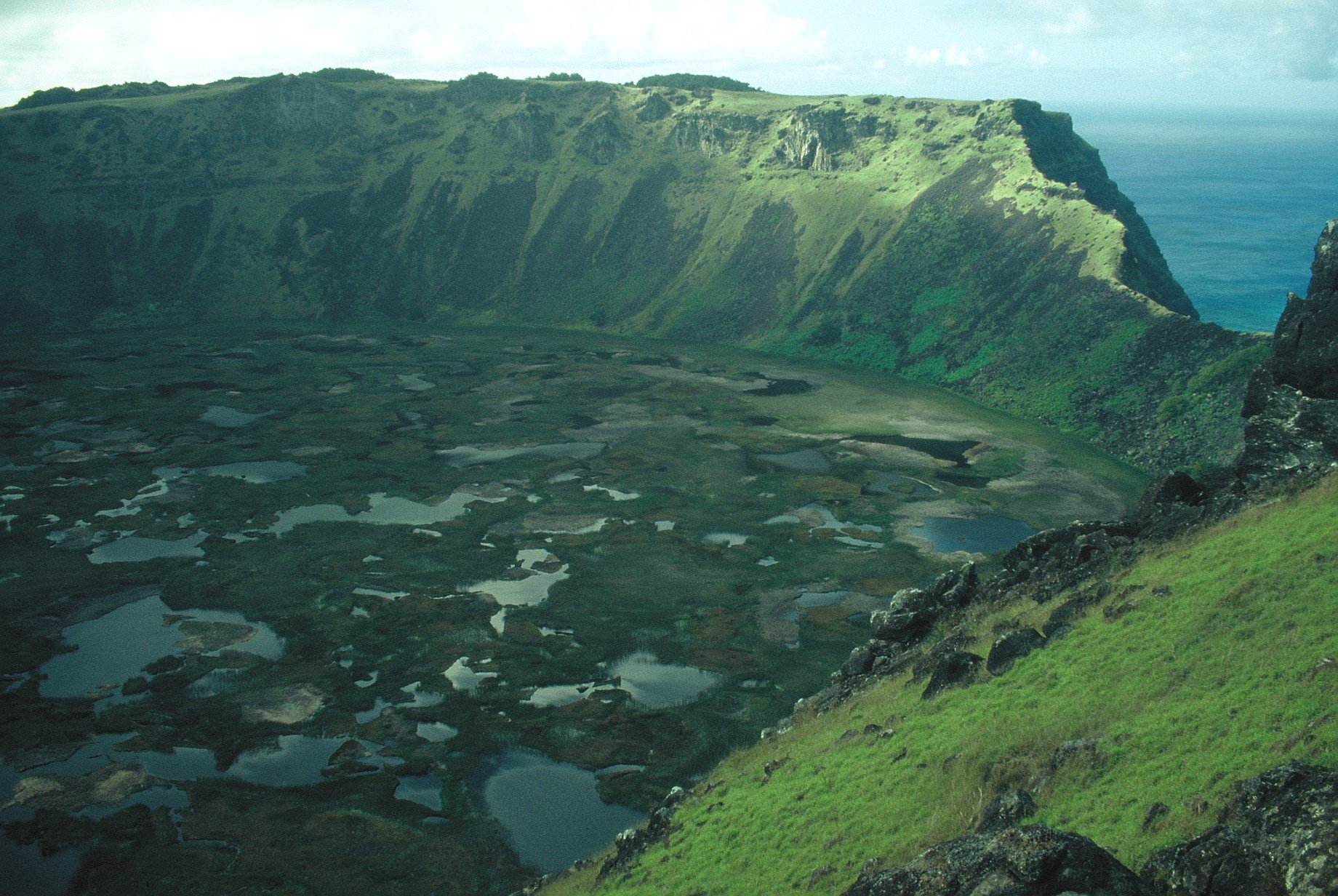
Rano Kau, en krater på Påskön

Påskön är tämligen trekantig eftersom den bildats av tre underjordiska vulkaner som nått över havsytan. Den norra, Terevaka (507 m ö.h.) utgör merparten, medan Poike och Rano Kau utgör den östliga respektive sydliga delen. Flera vulkaniska kratrar finns på ön, och vissa är vattenfyllda. De senaste lavaströmmarna kan vara yngre än tvåtusen år gamla. På senare tid har mycket få tecken av vulkanisk aktivitet observerats. Ön består av kala stenslätter och lite vegetation. Den är 163,6 km² stor och som längst 30 km lång. Utanför dess sydspets ligger tre små öar vid namn Motu Nui, Motu Iti och Motu Kao Kao. Den högsta punkten på ön är Terevaka som når 507 meter över havet.
Påskön tillhör en undervattenbergskedja, Sala y Gómez Ridge, som reser sig mer än 2 000 meter över havsbotten. Berggrunden består av hawaiit och järnrik basalt.
Närmaste landområde är den lilla ön Sala y Gomez som ligger 400 kilometer österut, medan närmaste befolkade landområde är Pitcairnöarna 2 075 kilometer västerut.
Påskön ligger på nazcaplattan och förflyttar sig en meter per år mot öst.

### Klimat
Klimatet på Påskön är subtropiskt, med en genomsnittstemperatur på omkring 22 grader. Ön har en årsnederbörd på 113 centimeter och det är varmast och fuktigast mellan december och februari. Kyligast är det mellan juni och augusti.

### Växtlighet

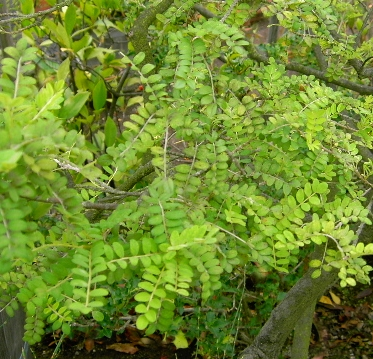
Påsköträd

Påsköträdet är en trädart som tidigare fanns i skogarna på Påskön. Det föll offer för avskogningen, och från 1800-talet västerländsk fårfarmning, och utrotades i det vilda i början på 1960-talet. Påsköträdet finns i ett tiotal botaniska trädgårdar världen över. Thor Heyerdal tog på 1950-talet frön från det sista vilda trädet, och skickade till svenske botanikern Olof Selling, som skickade vidare frön till Göteborgs botaniska trädgård, där man lyckades odla trädet. Därifrån har man sedan skickat exemplar till andra botaniska trädgårdar, bland annat i Storbritannien och Tyskland. Försök att återintroducera arten i det vilda på Påskön har pågått i flera år, men 2023 hade man fortfarande inte lyckats. Man tror att problemen har att göra med att man först inte tagit hänsyn till att växten behöver särskilda kvävefixerande bakterier i sina rotknölar.

## Historia
Kol-14-dateringar av träkol och tumlare som ätits av människor visar på att ön befolkades cirka 900 e.Kr. Andra biologiska studier menar att de första invånarna kom under 1100-talet e.Kr. Den språkliga likheten i dag tyder på den senare tidpunkten för människors ankomst till ön och att många arbetare återvände från Tahiti och Mangareva med polynesiskan. Märkliga unika inslag fanns på ön som inte hittats på andra öar i Polynesien.
Odlandet av sötpotatis är märklig då denna kommer från Sydamerika och knappast kan föras dit över havet. Man hade inga grisar, hundar eller kokosnötter som överallt annars i Polynesien. Tatueringar, ofta på hela kroppen var vanligt på Påskön när de första européerna kom dit. Denna tradition är speciellt vanlig på Marquesasöarna, varifrån de flera teorier tror att de första inbyggarna kom.
En gång fanns palmskogar på ön, som man tror användes till båtar och byggnader, och för att resa stenstatyerna och transportera dem. Det finns lämningar som pekar på att skogens slut inträffade samtidigt som öns stora civilisation föll samman. När man inte hade trä att bygga båtar av kunde man inte längre fiska. Professor Hunt vid University of Hawaii hävdar att skogen försvann som ett resultat av att kolonisterna fört med sig råttor då de flyttade till Påskön. Råttorna saknade naturliga fiender på ön och åt upp palmernas nötter. I dokumentären Lost Gods of Easter Island framförde Sir David Attenborough att skogarna på ön skövlades för att ge plats åt odlingsmark. Detta är dock obevisat och senare forskning har fått andra resultat med pollenanalys.
Noterbart är att besökare såg att folket försörjde sig bra på odlingar och inte var beroende av virke till byggnader. Kanoterna som fanns kvar var hoplappade av drivved och plankor som flutit iland.
Européerna upptäckte Påskön på påskdagen 1722 genom holländaren Jacob Roggeveen. Då uppskattades 3 000–4 000 människor bo där. Befolkningsantalet sjönk senare efter bland annat slavhandel och västerländska sjukdomar, och 1875 bodde cirka 175 personer på Påskön.
Befolkningsnedgången på 1800-talet antas bero på dels sjukdomar som européerna förde med sig, dels utvandring till sockerplantagerna på Tahiti, dels slavjägare från Peru som bortförde en stor del av befolkningen till guanogruvorna på den peruanska kusten, där endast ett fåtal överlevde och kunde återvända hem. Slavjakten, också kallad blackbirding, hade sin topp 1862–1863. Avfolkningen följdes av kulturell nedgång. Den typiska polynesiska samhällsordningen försvann tillsammans med den gamla aristokratin, och i dag finns inte mycket av den traditionella kulturen kvar. Spanskan används allt mer som språk, och på alla områden gör europeisk påverkan sig gällande.
Ön annekterades av Chile år 1888 och den nuvarande ursprungsbefolkningen är av polynesisk härkomst. Den etniska sammansättningen hade dock förändrats i omgångar genom historien, och mellan 1722 och 1862 hade minst 53 fartyg besökt ön. På 1860-talet rekryterades alternativt tvingades en tredjedel av befolkningen till [tvångs]arbete i Peru, där bomullsodlingen expanderade som en bieffekt av världens ökade efterfrågan på bomull i samband med amerikanska inbördeskriget; av dessa 1407 öbor återkom endast 15. 1877 återstod endast 111 öbor ur den polynesiska ursprungsbefolkningen, och en omfattande folkblandning hade samtidigt skett. 1888 annekterades slutligen ön av Chile. Missionärer, urfolksreservat och rika landägare från fastlandet bidrog till att förändra öns kultur, fauna och flora.
Till 1966 fick ursprungsbefolkningen endast vistas i Hanga Roa, det som idag är det enda tätbebyggda området på ön. Utanför byn hade man på den tiden stora fårfarmer. Den kanadensiska Medical Expedition to Easter Island (1964/1965) bidrog till en politisk omvälvning på ön.
1995 sattes Påskön upp på Unescos världsarvslista. Orsaken var bland annat för att kulturen på ön var unik, i det att den utvecklades utan inflytande utifrån.

## Ekonomi och kommunikationer
Påskön var länge en isolerad plats, långt från närmaste kontinent och med endast gles fartygstrafik till eller via ön. Fram till 1960-talet var den enda årliga trafiken till ön det årliga besöket av lastfartyget Presidente Pinto i januari månad. 
Det finns sedan 1967 en flygplats på ön med en 3,3 km landningsbana, vilket medger trafik med stora långdistansflygplan. Påsköns flygplats förlängdes 1987 med pengar från USA för att rymdfärjor och flygplan behövde nödlandningsplatser med jämna avstånd.
LAN Chile flyger dagligen från Santiago de Chile till Påskön. Det tar cirka 5 timmar eftersom avståndet är cirka 3 700 km.

## Demografi

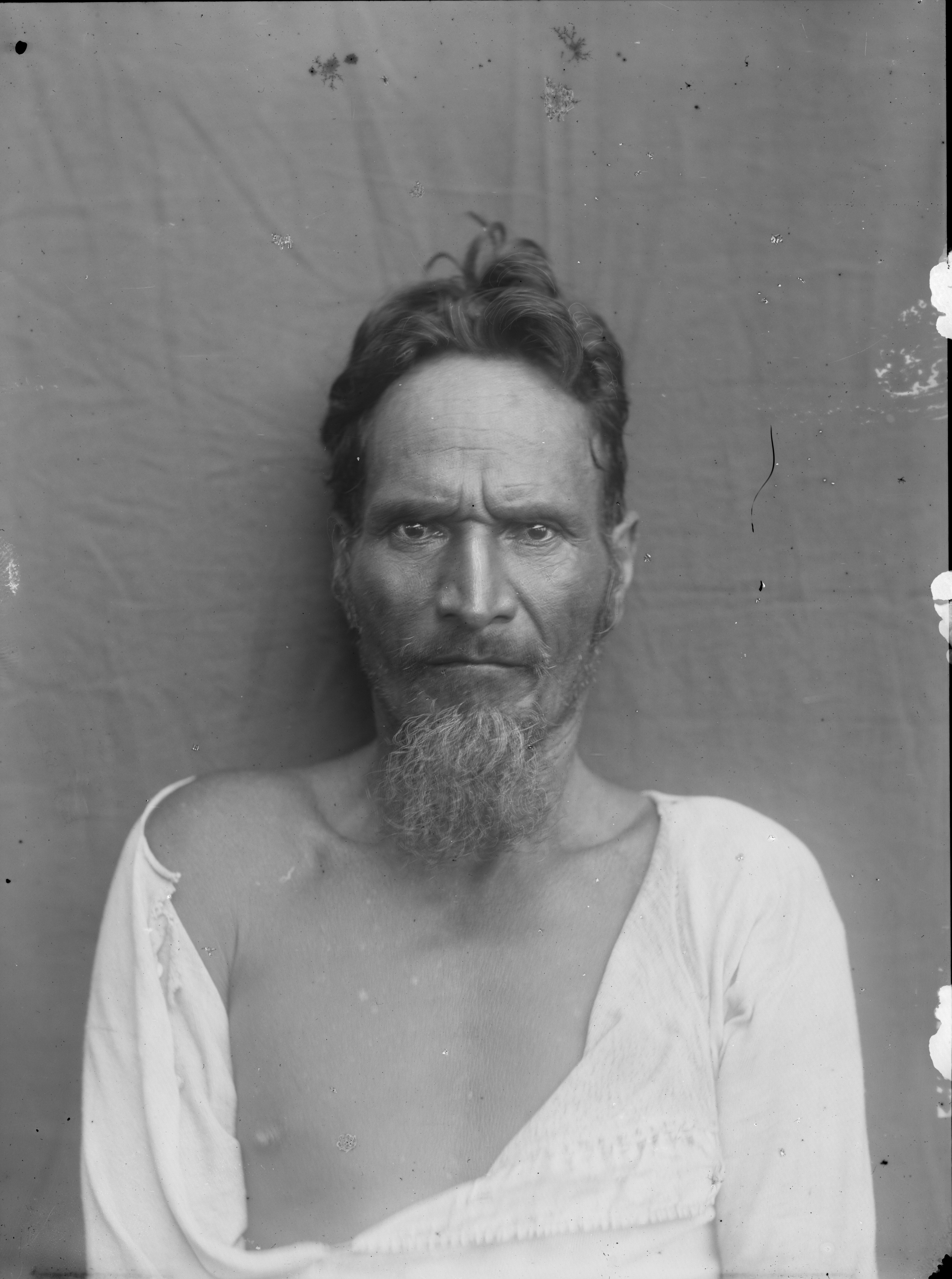
Tepano, en man från Påskön fotograferad på Tahiti 1884 av den svensk-norska Vanadis-expeditionen.

År 2002 bodde det 3 791 människor på ön, en ökning från 1 936 invånare år 1982. Den kraftiga befolkningsökningen beror främst på inflyttning av personer med europeisk härkomst från Chile. Ön har därmed mist mycket av sin polynesiska identitet. År 1982 bestod ungefär 70 procent av befolkningen av rapa nui-folk (den lokala folkgruppen). År 2002 har andelen rapa nui-folk minskat till 60 procent. Chilenarna med europeisk härkomst utgör 39 procent av befolkningen. Den resterande procenten är infödda latinamerikaner från Chile. 3 304 av invånarna bor i staden Hanga Roa.
Antalet invånare var 2023 ungefär 8 700.
Många infödda har flyttat ifrån Påskön. År 2002 bodde 2 269 av dessa på Påskön, medan 2 378 bodde i Chile, ungefär hälften i Santiago. Befolkningstätheten på ön är 23 invånare per kvadratkilometer. År 1877 var antalet invånare drygt hundra efter bland annat en evakuering till slavarbete i Peru. Återvändande från Mangareva och Tahiti höjde sedan antalet.
I mars 2018 röstade kongressen för att man ska begränsa antalet turister och fastlänningar på ön samt minska tiden de får stanna där.

### Religion
Befolkningen är kristen och den katolska kyrkan är dominerande.
Det finns betydande rester av den förkristna folktron. Den katolska kyrkan på ön har tagit hänsyn till detta, och vid sidan om traditionella helgonbilder finns exempelvis också en traditionell fågelmanfigur, Tangata Manu.

### Språk
Officiellt språk på ön är spanska. Många i ursprungsbefolkningen talar även rapa nui, ett östpolynesiskt språk som av Ethnologue betecknas som hotat. På 2010-talet uppskattades talarantalet till upp till ett par tusen, i olika källor.

## Kultur

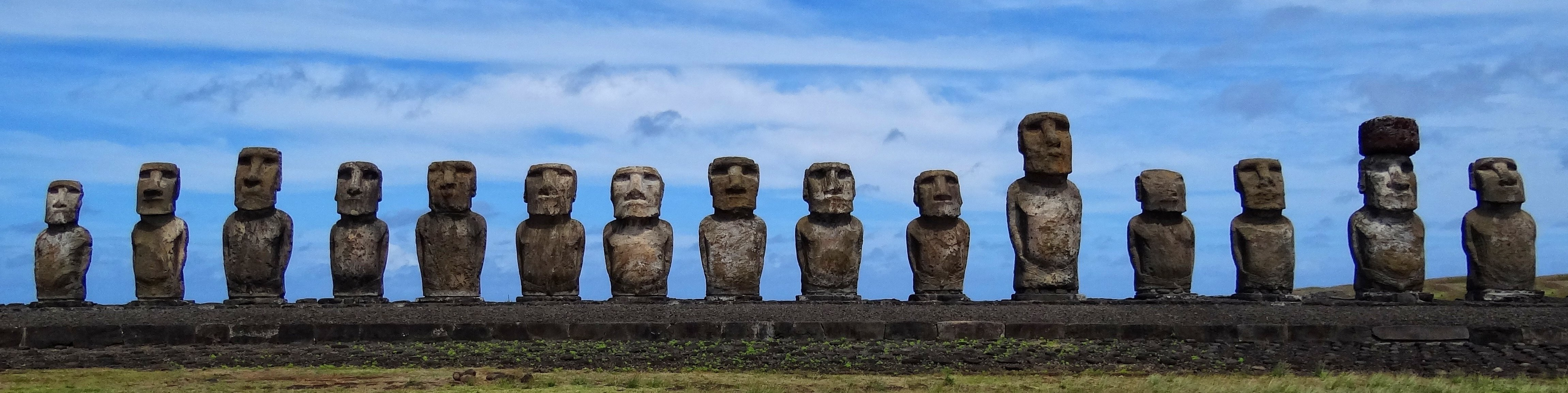
Rad med moai.

### Stenstatyerna

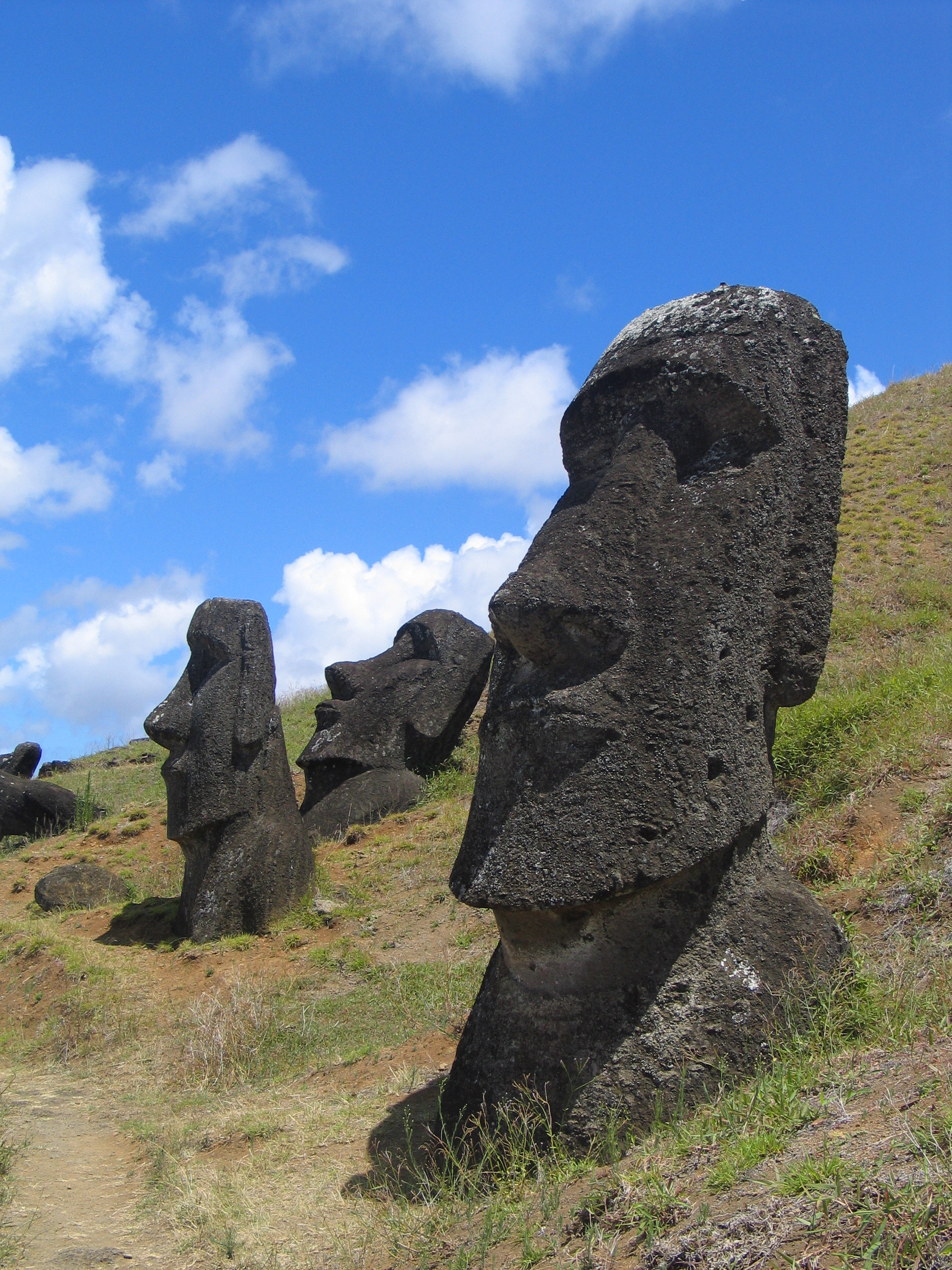
Moai på Påskön

Det finns enligt National Geographic över 1040 stenstatyer av olika storlek på Påskön (fram till år 2014 hade ett forskningsprojekt registrerat över 880). Statyerna kallas moai och de flesta är huggna ur sten från Rano Raraku. Där finns halvfärdiga statyer kvar i klipporna, vilket tyder på att stenbrottet kan ha övergivits i en hast eller under en period då vissa klaner inte hade resurser att hugga statyer. Påsköns invånare började med detta för mer än 1 000 år sedan. Varje stam (klan) högg sina egna statyer för att hedra en död hövding. Denne kunde sedan (via sin avbild) från sin plats hålla ett öga på byn som låg i anslutning till kultplatsen. Statyerna hade individuella namn vilket de tidiga besökarna noterade. Med undantag av ett fåtal står de alla vända med ansiktena riktade in mot ön. Enligt myterna ”vandrade statyerna till sina platser” med hjälp av en övernaturlig kraft, mana.

### Rongo rongo

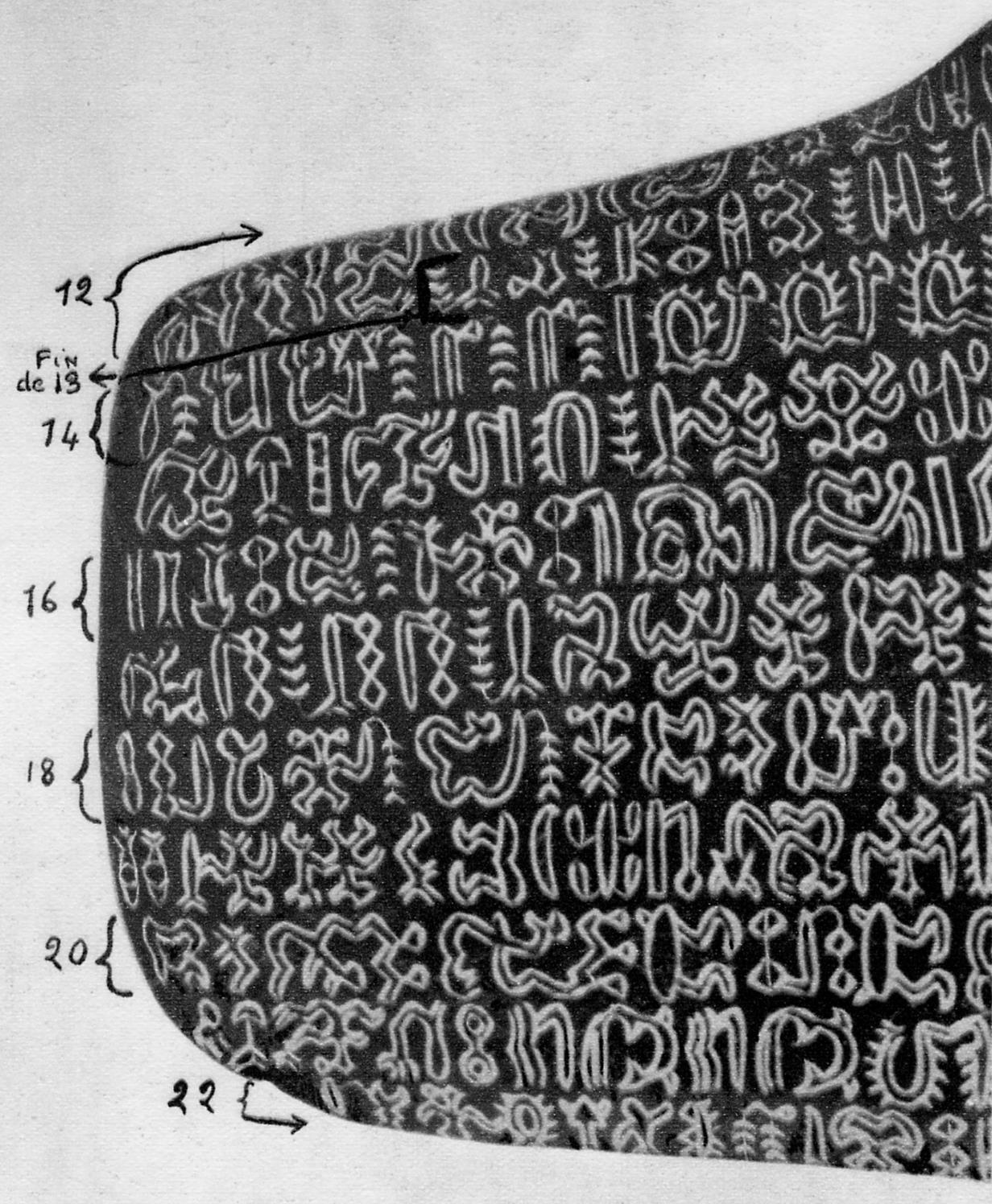
Rongorongo-platta

Träplattor med inskriptioner där tecknen kallas rongorongo hittades för första gången under 1860-talet av Eugene Eyraud. Han sade sig ha sett flera hundra plattor med skriften, men fyra år senare påstod sig Tahitis biskop Monsignor Jaussen endast kunna återfinna fem stycken. Idag har man samlat ihop tjugoen plattor med totalt cirka 11 000 tecken. I varje hem fanns, enligt Eyraud, en tavla prydd av hieroglyfer, men ingen av öborna ville (eller kunde inte) berätta vad tecknen betydde. Tavlorna har aldrig kunnat tydas, trots många försök. På 1860-talet övergick man till det latinska alfabetet och kunskapen om rongo rongo-plattornas betydelse (om den då fanns kvar) försvann för evigt. Man har identifierat hundratjugo olika tecken, bland dem fiskar, fåglar, gudar, och diverse geometriska former. Enligt den muntliga traditionen kom skriftspråket till ön via dess första bosättare, vid namn Hotu Matua.

### Idrott
Påskön har bland annat ett provinslag i fotboll på amatörnivå, som 2009 deltog i första omgången av Copa Chile. Där förlorade de mot proffslaget Colo-Colo, (4-0), på hemmaplan i Hanga Roa.